# Конево (Тверская область)
Конево — деревня в Осташковском городском округе Тверской области.

## География
Находится в западной части Тверской области на расстоянии приблизительно 8 км на северо-запад по прямой от города Осташков на западном берегу острова Малый Хачин на озере Селигер.

## История
Деревня была показана ещё на карте 1825 года. В 1859 году здесь (деревня Осташковского уезда) было учтено 11 дворов, в 1941 — 21. До 2017 года входила в Ботовское сельское поселение Осташковского района до их упразднения.

## Население
Численность населения: 81 человек (1859 год), 3 (русские 100 %) 2002 году, 0 в 2010.